# Kasteel van Le Plessis (Allier)
Het Kasteel van Le Plessis (Frans: Château du Plessis) is een kasteel in de Franse gemeente Autry-Issards. Het kasteel is een beschermd historisch monument sinds 1928.